# Xenomys nelsoni
Xenomys nelsoni és una espècie de mamífer rosegador de la família dels cricètids. Es tracta de l'única espècie reconeguda del gènere Xenomys. És endèmica de l'oest de Mèxic, on viu a altituds de fins a 450 msnm. El seu hàbitat natural són els boscos tropicals caducifolis i semicaducifolis. Està amenaçada per la fragmentació i destrucció del seu medi.
L'espècie fou anomenada en honor del naturalista i etnòleg estatunidenc Edward William Nelson.